# Никеловите момчета
„Никеловите момчета“ (на английски: Nickel Boys) е американски драматичен филм от 2024 година на режисьора Рамел Рос.

## Сюжет
Внимание:  Текстът по-долу разкрива сюжета на произведението (или части от него)!
В средата на 60-те години на XX век Елвуд и Търнър, две афроамерикански момчета, са изпратени в „Никел“, поправително училище за момчета във Флорида. Това училище е известно с жестокото си отношение към учениците.

## Актьорски състав
| Актьор              | Роля                                              |
| ------------------- | ------------------------------------------------- |
| Итън Херис          | Елвуд                                             |
| Итън Коул Шарп      | младия Елвуд                                      |
| Давид Дигс          | възрастния Елвуд – бизнесмен в Ню Йорк            |
| Брандън Уилсън      | Търнър – приятел на Елвуд в училище „Никел“       |
| Онджану Елис-Тейлър | Хати – бабата на Елвуд                            |
| Хамиш Линклейтър    | Спенсър – началник на училище „Никел“             |
| Фред Хечингер       | Харпър – училищен служител                        |
| Джими Фейлс         | г-н Хил – окуражаващият учител на Елвуд в училище |